# Hakuna matata

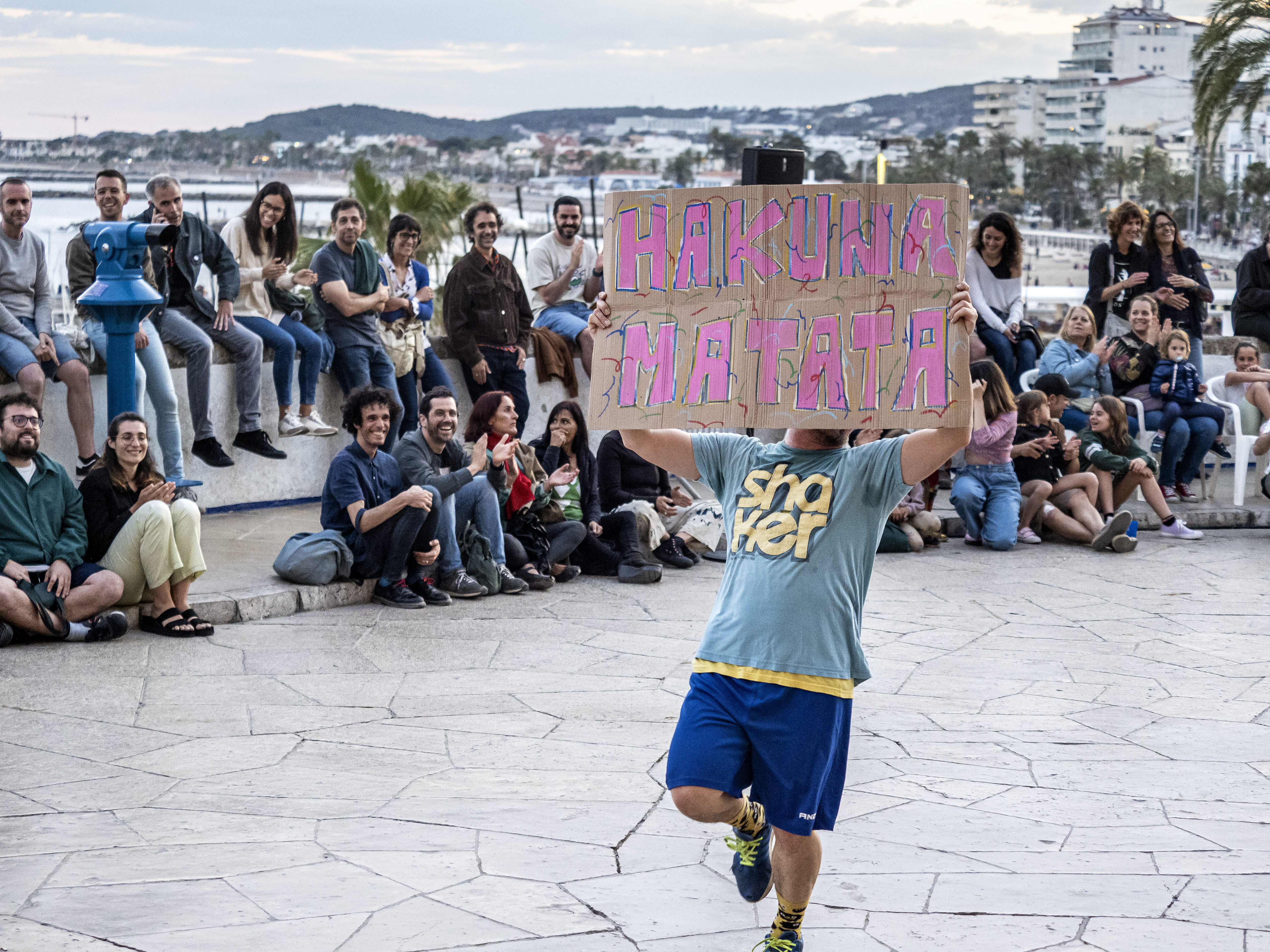
Cartell amb la frase «hakuna matata» en el Festival Límbic de Sitges del 2023.

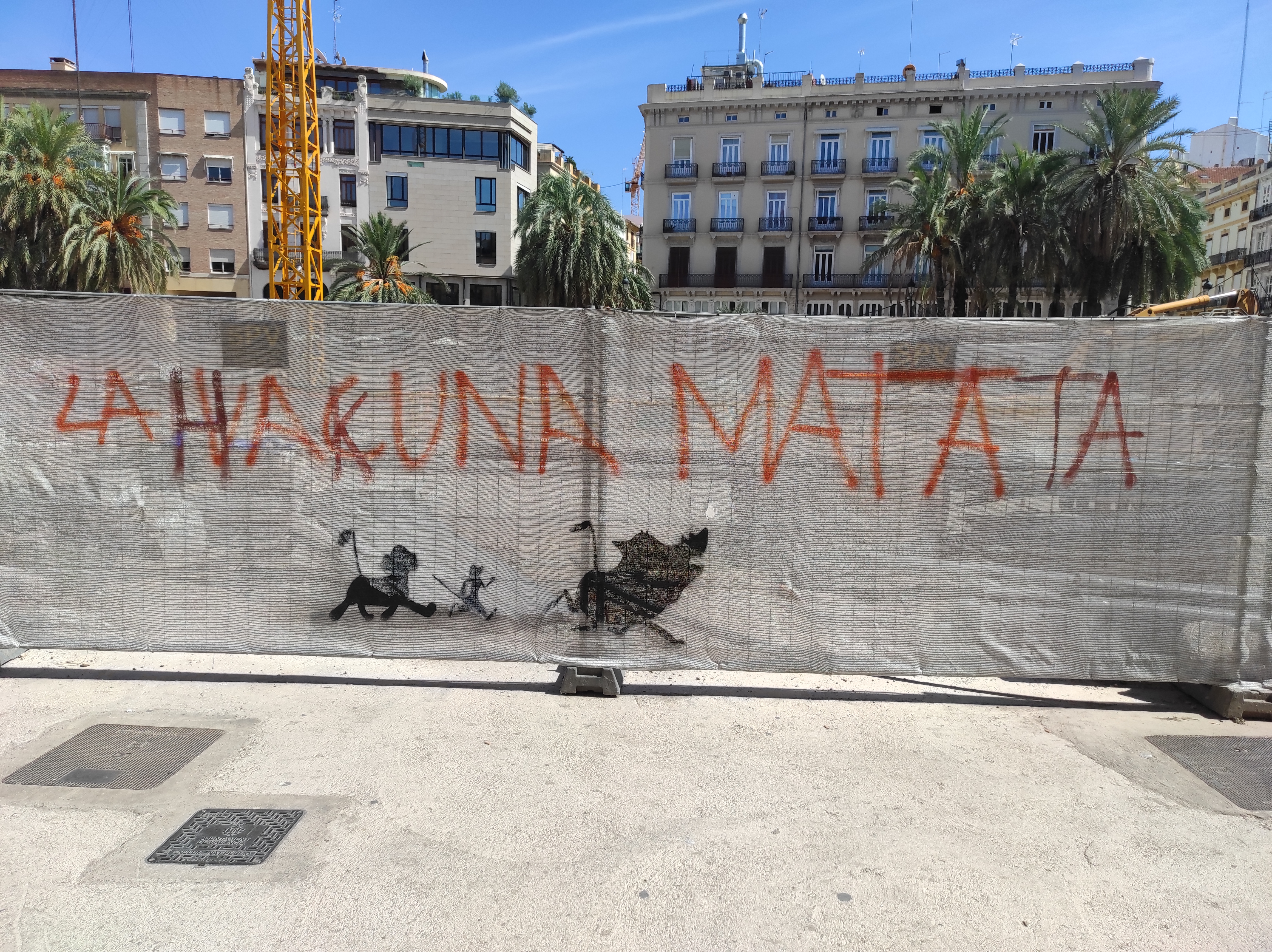
Grafiti antivacunes a València («la vacuna mata») substituït humorísticament per la frase «hakuna matata».

Hakuna-matata (pronunciat en suahili segons l'AFI: hɑˈkunɑ mɑˈtɑtɑ) és una frase en suahili de l'Àfrica oriental, que significa "no hi ha cap problema" o "no et preocupis" o "pren-t'ho amb calma". (literalment hakuna: "no hi ha"; matata: "preocupacions"). La pel·lícula d'animació de Walt Disney Animation Studios de 1994, El rei lleó, va fer ressaltar la frase en una de les seves cançons més populars, en què es tradueix com "no et preocupis".

## La cançó d'El Rei Lleó
El 1994, La pel·lícula d'animació de Walt Disney Animation Studios de 1994, El rei lleó, va aportar a la frase reconeixement internacional, que la va destacar a la trama i li va dedicar una cançó. Un suricata i un facoquer, Timó i Pumba, li ensenyaren a Simba, el lleó protagonista del film, que havia d’oblidar el seu passat problemàtic i viure el present. La cançó va ser escrita per Elton John (la música) i Tim Rice (la lletra), que van trobar el terme en un llibre de frases en suahili. Va ser nominada als Premis Òscar a la millor cançó original als Premis de l'Acadèmia de 1995 i més tard va ser classificada com a la 99a millor cançó de la història del cinema per l'American Film Institute en una llista que n'hi apareixen un centenar.

## Controvèrsia
El 2003, a Disney se li va concedir una marca comercial que protegia la frase perquè no s'utilitzés en roba i calçat. Abans del llançament de la nova adaptació del Rei Lleó el 2019, la marca va causar controvèrsia a l'Àfrica Oriental. Més de 280.000 persones van signar una petició a Change.org per demanar a Disney que abandonés la marca comercial.